# Bernhard Romberg
Bernhard Romberg (Dincklage, Baixa Saxònia, 11 de novembre de 1767 - Hamburg, 13 d'agost de 1841) fou un violoncel·lista i compositor alemany.

## Biografia[1]
Bernhard Heinrich Romberg va néixer l'11 de novembre de 1767 a la ciutat de Dinklage (Alemanya) en la família del músic Anton Romberg. Bernhard va passar la seva infància a Münster, on el seu pare era fagot i el seu oncle Herard Heinrich Romberg clarinet i director de cor. El seu pare, que també va tocar el violoncel, va ser el primer professor de música de l'infant. Hi ha evidència que durant un temps, Bernhard també va prendre lliçons del violoncel·lista alemany Johann Konrad Schlick. Segons altres fonts, va estudiar amb el violoncel·lista vienès Franz Marteau, qui més tard es va fer famós. També és molt possible que Romberg tingués les seves classes de violoncel més avançades sota la guia d'un violinista, com indica la seva tècnica.
Per 1774 Bernhard ja havia tocat per a públic en Münster amb el seu cosí Andreas Romberg (1767-1821), qui més tard es va convertir en un il·lustre violinista. Els nois tenien llavors set anys. Durant alguns anys després, els joves músics van recórrer junts amb èxit diferents països europeus. En 1776 van visitar Holanda, el 1782 Frankfurt del Main, i en la temporada de 1784 a 1785, París. Les seves interpretacions reeixides en alguns dels salons els va provocar una invitació als Concerts Spirituels.
Bernhard i Andreas van causar tan gran impressió en el famós músic francès Francois Philidor que els va presentar a Giovanni Battista Viotti, cosa que els va permetre escoltar aquest violinista excepcional. A París van sentir les òperes de Gluck, els oratoris de Haydn, etc. Hom pot imaginar com va quedar d’impressionat Romberg, amb 16 anys d’edat, per l'art de Duport i altres virtuosos francesos, i és molt probable que les influències franceses, que més tard es van manifestar en els treballs creatius de Romberg, estaven, en certa manera, relacionades amb les seves impressions juvenils.
De tornada a Münster, Romberg es va dedicar assíduament a estudiar el violoncel. Bernhard i Andreas van tocar durant uns anys en l'orquestra de la cort de Münster. L'arquebisbe de Colònia, qui en 1790 va passar per Münster i va escoltar-los, va convidar els joves artistes a la Capella de Bonn. Allà es van fer amics amb músics com ara Christian Neefe, Ludwig van Beethoven (que tocava l'orgue i viola), la família Ries, el cap de violoncels el txec Joseph Reicha (1752-1795), qui podria haver ensenyat a Romberg, i alguns altres. Franz Ries, Andreas Romberg, Ludwig van Beethoven i Bernhard Romberg van formar un quartet.
També hi ha informació sobre un trio format per Beethoven, Ries i Romberg. Si afegim que en aquest moment Romberg realitzava solos de violoncel molt sovint i tocava les seves pròpies composicions, és clar que l'atmosfera a Bonn era extremadament influent al jove músic.
Molt important per al desenvolupament intel·lectual de Romberg va ser el fet que Bonn, situada no lluny del Rin i essent una ciutat universitària, va ser especialment influenciada en aquell moment per les idees progressistes de la revolució francesa.
En 1791, Romberg i altres músics de la cort (Beethoven també estava amb ells) van visitar Marhentheim, on Romberg va interpretar el seu concert.
Influenciat pels avançaments de l'exèrcit revolucionari francès, la situació a Colònia va canviar ràpidament, donant lloc a la dissolució de la capella en 1793. Bernhard i Andreas Romberg van deixar Bonn, per traslladar-se a Hamburg, on van combinar els concerts com a solistes amb la feina de l’orquestra del teatre durant alguns anys.
En 1796 els dos músics van fer una gira per Itàlia i van tenir èxit a Roma, Nàpols i altres ciutats. A la tardor d'aquest any, en el seu camí de tornada a Hamburg, es van quedar per un període a Viena, on van ser introduïts a Joseph Haydn. Els va tractar afablement i els va ajudar tant que el públic vienès va donar als músics una calorosa benvinguda. Aquí Romberg va reunir-se amb Beethoven, que va prendre part en el seu concert. Junts van tocar dues de les Sonates de Beethoven, Op. 5, la qual havia estat composta poc abans.
Després de dos anys a Hamburg, Romberg va viatjar a Anglaterra, Portugal i Espanya en 1799, acomiadant-se d’Andreas per primera vegada. Romberg apreciava especialment els rics records de les seves visites a Madrid. Les influències espanyoles se senten sovint en les seves obres, per exemple, Fandango al final del Segundo Concierto o Capricho y Rondó en el gusto español con una miscelania de Bolero, Gitano, Cachirulo y Zorongo.
Després de tornar a Hamburg per un temps (s'havia casat llavors), Romberg novament va visitar París el 1800 i va tocar amb èxit enlluernador en els concerts "de la rue de Clery", "du teatre des Victoires", i altres. El domini excepcional de Romberg va indicar immediatament que ell era un violoncel·lista amb la mateixa categoria que els virtuosos francesos Duport i Lamare. "El seu gloriós talent estava en el zenit del seu poder en aquell moment", va escriure François-Joseph Fétis. "Romberg no era de cap manera inferior a Duport i Lamare en força i el poder en l'execució, tot i que el to de Duport era més rodó i suau i l'estil de Lamare més delicat i elegant.
A principis de 1801, van oferir a Romberg una càtedra al Conservatori de París, i va ensenyar allà fins al final de 1803. Els primers quatre concerts de Romberg, els Op. 2, 3, 6 i 7 també es van publicar a París. A la portada del tercer, es va citar com un "Membre du Conservatoire de Musique", però pel que sembla aquesta missió educativa va resultar ser poc atractiva per a ell, i va tornar a Hamburg.
En 1805, Romberg era un músic de la cort en la Capella de Berlí, on ell sovint tocava amb Duport. Ell també tocava com a solista en concerts públics i als salons, gaudint d’events remarcables.
Romberg va fer gires per altres ciutats alemanyes, en particular a Leipzig, on solia aparèixer en la Gewandhaus.
Aviat Romberg va haver de sortir de Berlí, ja que la vida a Prússia se li va fer insuportable. L'acord de pau de Tilsit va empitjorar considerablement la situació al país. A la fi de 1807 Romberg va arribar al sud de Rússia després de gires de concerts a Alemanya i Polònia. Des del començament de 1809 fins a la primavera de 1813, les seves aparicions en concerts a Sant Petersburg, Moscou i ciutats de província va ser una successió ininterrompuda de triomfs. Igualment, van seguir execucions de concerts amb el mateix èxit en moltes ciutats europees. Moltes crítiques dels seus concerts de Berlí entre 1813 i 1815 confirmen que Romberg estava al cim del seu mestratge artístic en l'època.
Fins a 1819, Romberg va romandre a Berlí, on des de 1816 havia estat violoncel·lista de la cort i director d'orquestra, però més tard es va traslladar a Hamburg. Amb l'excepció del període 1826-1830 que el va passar a Berlí, Romberg va viure tota la seva vida després de 1819 a Hamburg, viatjant constantment pel país i per l'estranger.
A la dècada de 1820, Romberg va estar de gira per Viena amb el seu fill Karl, el qual també tocava el violoncel, i la seva filla Bernardina, cantant. Aquí va trobar Beethoven, qui ja estava molt malalt.
Beethoven tenia un gran concepte de Romberg i la seva manera d’interpretar, però més tard van tenir petites discrepàncies. En la seva autobiografia, Spohr diu com Romberg suggeria que era impossible tocar els Quartets Op. 18 de Beethoven com si fossin coses absurdes. En una ocasió s'afirma que Romberg va lluitar amb un dels Quartets Op. 59 “Razumovsky”, del mateix Beethoven, i errant d’entendre el seu significat, el va tirar a terra amb l'exclamació: “Ningú pot tocar això”. A més, quan Beethoven li va voler escriure un concert de violoncel, Romberg va rebutjar l’oferiment amb l'excusa que ell només arranjava les seves pròpies composicions.
Romberg finalment va revisar la seva opinió sobre Beethoven. En 1824 va ser el primer a tocar la partitura de cello d’un dels quartets tardans de Beethoven, l’Op. 127, en Mi bemoll major, encarregat pel príncep Nikolai Galitzin.
Romberg va aparèixer en concerts per tot Europa. Va continuar tocant en públic per molts anys, gestionant per preservar el seu virtuosisme. Un crític del concert de Viena de 1833 va anomenar Romberg, qui tenia 66 anys en aquell moment, "el rei de tots els violoncel·listes." Així mateix, va escriure: "L’habilitat consumada de l'artista és realment encantadora. Tot i l’avançada edat, segueix sent el mateix gran mestre; l'únic vocalista del seu instrument, sembla delectar-se jugant amb les dificultats més extraordinàries. Sens dubte, ell continuarà per molt de temps com un intèrpret únic ".
En assaigs musicals, publicats en 1834-1836 a Nuremberg, Múnic i Frankfurt am Main, l'èxit de Romberg es va comparar amb el de Paganini. "Fins i tot el temps beneficia aquest artista. Ell no s'està fent vell ...", va escriure un crític de Múnic, “el que ha perdut en força, ho ha compensat en tendresa, sinceritat i precisió; la totalitat i la perfecció de la seva forma de tocar són tan sorprenents com sempre ".
En l'ocàs de la vida, Romberg va començar a compilar un mètode de violoncel, el qual es va completar el 1839 i l'any següent va ser acceptat com un manual pel Conservatori de París. Va ser publicat per primera vegada a París, després a Alemanya, Àustria i Anglaterra. Bernhard Romberg va morir a Hamburg el 13 agost 1841.
És l’indiscutible pare de l'escola violoncel·lista alemanya. No solament per la seva habilitat tècnica i musicalitat, les quals van atraure les audiències d’arreu d’Europa, sinó també les seves composicions.

## L'estil i la tècnica[1]
Com ja s'ha dit, la carrera de concertista de Romberg, que es va perllongar durant més de cinquanta anys, ocupà la major part de la seva vida artística. El desenvolupament del seu estil interpretatiu va ser, en major mesura i fructíferament, influència de diferents cultures que va trobar durant les seves gires per Europa. Romberg va ser fortament influenciat no només per músics alemanys, sinó també pels violoncel·listes excel·lents d'altres terres durant la segona meitat del segle xviii, com l’italià Boccherini i els germans Duport de França.
És difícil no reconèixer en els seus treballs per a violoncel la influència dels músics de corda francesos, que al seu torn van ser marcadament influenciats pels èxits creatius de Boccherini. Aquesta influència podria haver fet arrels en Romberg durant la seva estada a París, i desenvolupada com a resultat dels seus contactes amb els Duport a Berlín i amb altres instrumentistes de corda francesos al Conservatori de París. Encara que ell considerava Boccherini i Duport amb profunda reverència, Romberg no simplement els va imitar. Va desenvolupar un estil veritablement individual, que es distingeix pel to inusualment poderós, ampli arc, afinació perfecta, facilitat tècnica excepcional, combinat amb una execució notablement expressiva.
La força i l'execució profundament emocional de Romberg no estava en absolut tensa. "La bellesa del cello tocant", va escriure en el seu mètode, "radica principalment en el fet que tot es faci amb facilitat i gràcia. Si es fa violentament i enèrgicament, l'execució deixa de ser bella."
El violoncel·lista va donar molta atenció a la dinàmica dels matisos llum i ombra. Va connectar dinàmica i agògica amb l'art de fer cantar el cello i va destacar la seva similitud amb el cant vocal i l'expressió de la veu humana. Però la seva afirmació que existeix una correlació directa entre crescendo-diminuendo i el moviment ascendent-descendent de la melodia sembla més aviat formal.
L'actitud del violoncel·lista era absolutament oposada a la de la virtuositat de saló llavors popular, que gaudia en la tècnica superficial, sentimentalment irreflexiva, vibrat excessiu, portamento, etc. En el seu mètode, Romberg sempre va advertir els seus estudiants a evitar tot allò que pugui malmetre el "gran estil". Per tant, va exigir que el vibrat fos utilitzat molt moderadament (Bebung, tremolo): "Quan s'usa poques vegades i amb gran força de l'arc, dona empenta i vigor al so. El vibrat ha de ser utilitzat només en el començament de la nota, però no durant tota la seva longitud. En temps d'antany", continua, "ningú podia mantenir el so, fins i tot en un temps molt curt, sense vibrat constant, produint així realment "música ploranera."
Recomanava només l'ús moderat de spiccato, harmònics, etc. -i llavors només com una certa coloració. Encara que molt agraït a Paganini com un insuperable "virtuós del romanticisme", Romberg el va criticar sense pietat per l'abundància d'harmònics en la seva forma de tocar després d'escoltar-lo a Itàlia en 1820.
Romberg també va advertir en contra de l'anomenada "expressivitat vulgar" en la música com la tipificada per un tal Jacob Scheller, que gaudia imitant veus de diferents animals en el seu violí. "La música", diu, "no ha de ser tocada simplement per passar el temps, per contra, el seu objectiu és fer que el cor humà sigui sensible i receptiu a tot el que és bo i bell". Brillant domini i professionalisme consumat eren els mitjans de Romberg per aconseguir aquest objectiu.
El seu art com a artista el va portar tant al seu treball de compositor com al de professor. La carrera artística de Romberg, a la cruïlla de dues èpoques (d'una banda, la de Haydn, Mozart i Beethoven, i de l'altra, el període del floriment del romanticisme musical) va iniciar un nou rumb en la història de com tocar el violoncel. A diferència de la tècnica dels músics del segle xviii, la característica dels quals va ser principalment la improvisació com a forma de revelar les idees estètiques, l'art de Romberg com a compositor va ser subjugat a les seves aspiracions com un executant virtuós.

## La seva producció[1]
Entre les seves obres per a violoncel hi ha deu concerts, sis concertinos, sonates, duets, fantasies, divertiments, capricis, poloneses, variacions i altres peces. Encara que avui només tenen un valor acadèmic, van ser molt apreciades pels seus contemporanis.
Els seus concerts es distingien per la forma clàssica clara, combinació de melodies nobles i expressives i de brillant virtuosisme, de manera semblant a la naturalesa del violoncel. L'èxit de la seva obra en la seva època va ser, sens dubte, a causa del seu excepcional mestratge com a intèrpret.
Però, a partir del segon quart del segle xix, quan la música de Beethoven i la dels compositors romàntics es va fer més popular i quan el gust musical en general es va fer més refinat, molts crítics (encara que rendint homenatge al seu brillant virtuosisme) freqüentment criticaven Romberg per la unilateralitat dels seus programes i el valor artístic limitat de les seves composicions.
No és d'estranyar que, com a compositor del període transitori, escrigués en una varietat d'estils. La seva habilitat de compondre va evolucionar sota una àmplia gamma d'influències entrellaçades. La seva producció instrumental és, potser, més a prop de l'escola francesa de violí (Viotti, Baillot, Caps, Kreutzer). Però no es pot negar la influència dels compositors del segle xviii clàssics (començant per Mozart) i dels primers romàntics (Spohr, Weber) també.
El romanticisme de Romberg, com la de Spohr, té un caràcter molt equilibrat, contemplatiu i una mica acadèmic. Com s'ha esmentat anteriorment, és aliena a l'elevació i revolades dramàtiques típiques del romanticisme de Paganini. Les influències romàntiques són notables en els concerts Quart, Cinquè i Novè. Les peces programàtiques, com Le Rêve (subtitulada "Piece de Fantaisie") o Le Bal Masqué, inspirades pels valsos de Viena, també reflecteixen influències romàntiques molt definides.
Romberg considera el concert "l'obra més perfecta de la música", i aquest gènere és el més important del seu llegat per al violoncel. Avui, els seus concerts per a violoncel només tenen valor acadèmic a causa de la tècnica instrumental requerida. La seva forma és com la dels concerts per a violí de l'escola francesa (concerts de Viotti, Rode, Kreutzer). En tots ells, s'emfatitza la part tècnica de la interpretació. La idea del tutti i la de tocar en solitari, característica del concert clàssic, desapareix gairebé per complet en les seves composicions. L'orquestra interpreta el paper sols d’acompanyament i es compon generalment d'un quartet de cordes, flautes, oboès, fagots i trompes. Els concerts tenen una composició de tres moviments: ràpid-Allegro, lent-romanç líric, ràpid-rondó.
Romberg va escriure completament les cadències. Òbviament volia limitar la llibertat de l'artista, l’habilitat artística no podria haver estat suficient per al nivell requerit. És per això que ell era molt precís, marcant certs matisos, digitació, tempos i batecs del metrònom.
En homenatge a les tradicions del seu temps, Romberg va compondre moltes variacions, capricis i divertiments de cançons populars de diferents nacions. Durant les seves gires per Europa va tractar de recopilar cançons populars, les quals va utilitzar més tard en les seves composicions. Va dir que les melodies espanyoles, russes i italianes proporcionen el material més ric per a un compositor. Molt dels seus temes estan basats en melodies eslaves, com Capriccio sobre cançons de Moldàvia i Valakchian i Variacions sobre cançons populars russes. D’altra banda, les influències espanyoles, sens dubte, van inspirar la composició del Fandango (del Segon Concert), i el Capriccio español. També hi ha el Capriccio sobre cançons i balls polonesos, Capriccio sobre cançons sueques, Fantasia sobre cançons noruegues, Divertimento sobre cançons populars austríaques, poloneses, etc.
Quina és la importància de les obres per a violoncel de Romberg, especialment els seus concerts, en la història de la tècnica del violoncel? El millor dels concerts va ser expulsar del repertori per a violoncel les fantasies superficials sobre temes d'òpera i altres, juntament amb peces de saló de virtuosisme fàcil. Però, sens dubte, molt més important va ser que Romberg va ampliar en molt els recursos expressius i tècnics del violoncel. Un altre dels seus mèrits va ser el desenvolupament de la digitació per a violoncel.

## Pedagogia del violoncel[1]

### La digitació
Havent desenvolupat els èxits de Boccherini i Duport en la creació de la digitació específica per a violoncel, Romberg va utilitzar-la en moltes composicions. Hugo Becker, un dels més grans mestres de violoncel de la primera meitat del segle xx, va escriure que els concerts de Romberg eren "el millor exercici d’ensenyament, especialment per a la mà esquerra". Sistemàticament, s'utilitzen diverses combinacions amb el polze; Romberg va proporcionar als estudiants de violoncel abundant material d'exercicis per dominar la tècnica de polze.
L'ús del polze, ja conegut al segle xviii, va ampliar enormement els recursos expressius i tècnics del violoncel. La gamma de tot l'instrument i de cada posició individual es va ampliar enormement. Inicialment, la tècnica del polze s'utilitzava amb moderació, però no va ser sinó fins al moment de Boccherini, Duport i Romberg que va créixer fins a la perfecció. L'ús del polze com un suport en els registres alts permet aplicar l’anomenat principi del “paral·lelisme posicional" .
El mèrit de Romberg va ser desenvolupar aquest mètode al màxim, permetent als músics de canviar de posició amb molta menys freqüència. A més, l'estratagema favorita de Romberg –seqüències com progressions- proporciona extens material de capacitació per als canvis en les posicions del polze i el domini dels dits. Igualment significatiu, va ser el seu ús extensiu del quart dit en les posicions del polze, cosa que va ampliar el volum de la posició. Romberg també va desenvolupar en gran manera la tècnica d'octava.

### Els alumnes
Les composicions per a violoncel de Romberg van demostrar ser de gran valor per l'ensenyament al segle xix i la primera meitat del segle xx. Karl Ripfel, Karl Schroeder i Friedrich Grützmacher estaven molt interessats en els seus concerts per a violoncel; Hugo Becker, Julius Klengel i Karl Davydov van coincidir en l'opinió.
La carrera pedagògica de Romberg, encara que molt irregular i menys característica d'ell, també és digna de menció. N'hi ha prou d’anomenar alguns dels seus alumnes: el violoncel·lista francès Louis Pierre Norblin, Cipriano Romberg (el seu nebot), Matwey Wialgohorsky, Julius Schopler, August Prell, Adolf Press, Julius Ritz, etc. Però la influència de Romberg va anar més enllà dels seus propis alumnes; el seu impacte sobre Justus Johann Friedrich Dotzauer, director de l'escola de Dresden, i Friedrich Kummer, un altre representant assenyalat de la mateixa escola, no pot ser subestimat.

### El mètode
Romberg va començar el seu mètode cello, el qual es va completar el 1839 i l'any següent va ser acceptat com un manual pel Conservatori de París. Va ser publicat per primera vegada a París, després a Alemanya, Àustria i Anglaterra.
Com s'ha dit amb justícia per Herbert Schafer i Josef Eckhardt, el Mètode de Romberg, publicat en 1840, després del de Dotzauer (1832) i Kummer (1839), (que estaven, de fet, en gran manera, endeutats amb Romberg) va aparèixer massa tard i va ser definitivament obsolet en el que s'havia de dir sobre la posició de la mà i el sosteniment de l'arc (la profunda agafada del coll de l'instrument, la posició inclinada obliqua dels dits en la digitació, de la subjecció rígida de l'arc), així com el context musical. La tècnica de l’arc, la qual es descriu en el mètode, també s'havia convertit en obsoleta. Però al mateix temps, el mètode de Romberg, en comparació amb els de Dotzauer i Kummer, tenia certs avantatges pel que fa a l'estètica i l'estil de tocar.
Els assajos "En la llum i l'ombra" (On light and Shade), "Tocant" (On Playing), "Sobre les obres musicals i la seva interpretació" (On musical Works and their performance) i "Sobre la música de cambra" (On chamber music) també són àmpliament significatius.

### Millores al violoncel
Romberg va suggerir l’aplanament de la cara dreta del batedor per prevenir que la corda DO el colpegés quan es tocava amb força. Altres modificacions, tals com l’aprimament i l’allargament del coll del violoncel i el batedor, i l'engrandiment de la distància entre el batedor i la tapa, també li són atribuïts.
Romberg fou el gran responsable de la simplificació de les claus usades en la notació de la música per a violoncel. Amb l'excepció de Boccherini, qui feia ús de les cinc claus, la major part dels violoncel·listes alemanys i italians del segle xix confiaven en la clau del tenor, mentre que a França utilitzaven la clau d’alto. A Romberg també se li atribueix haver inventat el signe del polze.